# Tereza Pergnerová
Tereza Pergnerová (* 25. června 1974 Praha) je česká moderátorka, zpěvačka a herečka. Je rozvedená a má dvě děti.

## Studium
Studovala hudební konzervatoř v Praze, hudebně-dramatický obor, kterou však nedokončila.

## Kariéra
Později, v roce 1991, začala moderovat v rádiu Golem, do roku 1994 moderovala hitparádu MC1 na ČT. Poté začala moderovat hitparádu Eso, v tomto pořadu proslavila pozdrav „Čágo, bélo, šílenci“. Eso moderovala do roku 1998. V roce 1997 moderovala vyhlášení cen Český Slavík Mattoni.
Později, po vyléčení z drogové závislosti, moderovala reality show VyVolení (2005), VyVolení 2 (2006) a VyVolení 3 (2007). Roku 2004 dostala nabídku od rádia Frekvence 1 moderovat pořad Rande. V roce 2012 moderovala reality show Farma. V roce 2013 dostala nabídku na moderování reality show Vyvolení 4 (2013), kterou přijala.

## Drogová závislost
Drogy začala brát již za svého působení v hitparádě Eso, byla známá a bohatá. V roce 1995 natočila dokument o své první závislosti na pervitinu, později se vrátila k braní drog, k heroinu. Později prošla několika léčebnami.

## Porno kariéra
Tereza Pergnerová nafotila v roce 2002 za 3 miliony korun porno fotografie pro časopis LEO.

## Diskografie
- Brutal karneval, 1997, spolu se skupinou Premier
- Rachot, 1995
- Tereza a Bejbydůra, 1998

## Televize
- Dokument o závislosti, TV Nova (1995)
- Český Slavík Mattoni 1997
- Česká televize – Třináctá komnata Terezy Pergnerové 3.1.2006[11]
- Česká televize – Třináctá komnata Terezy Pergnerové 29.1.2016[12]
- Mise nový domov, TV Nova (2016 – )[13]
- Ztracená rodina (2023-)

## Filmografie
- 2011 Ordinace v růžové zahradě 2 (TV seriál) – role Marcela Rosická
- 2007 Letiště
- 1994 Akumulátor 1
- 1994 Žiletky
- 1992 Hřeben
- 1991 Discopříběh 2
- 1990 Jak s Kubou šili všichni čerti
- 1990 Takmer ružový príbeh (TV film)
- 1989 Dobrodružství kriminalistiky (TV seriál)
- 1989 Pasáček a císařova dcera

## Rodinné vztahy
- Byla vdaná za Dalibora Korejse. Má dvě děti, syna Samuela s Františkem Vomáčkou a s partnerem Jiřím Chlebečkem dceru Nathalii.[14][15][16]
- Jejím otcem byl skladatel a textař, scenárista, absolvent sochařství a výtvarník Eduard Pergner (autor textů a spoluautorem scénáře filmům Diskopříběh 2, Svatba upírů, Byl jednou jeden polda II – Major Maisner opět zasahuje! aj.).[17][18]